# USS Nevada (SSBN-733)
O USS Nevada é um submarino de mísseis balísticos operado pela Marinha dos Estados Unidos e a oitava embarcação da Classe Ohio. Sua construção começou em agosto de 1983 nos estaleiros da General Dynamics Electric Boat em Connecticut e foi lançado ao mar em setembro de 1985, sendo comissionado na frota norte-americana em agosto do ano seguinte. É armado com vinte lançadores de mísseis UGM-133 Trident II e quatro tubos de torpedo de 533 milímetros, tem um deslocamento de dezenove mil toneladas e alcança uma velocidade máxima de 25 nós.